# Сахарова Параскевія Федорівна
Параскевія Федорівна Сахарова (1890, село Тайдаково Тульського повіту Тульської губернії, тепер Заокського району Тульської області, Російська Федерація — 2 грудня 1969, місто Москва, тепер Російська Федерація) — радянська партійна діячка. Член ЦВК СРСР. Член Центральної контрольної комісії ВКП(б) у 1923—1934 роках. Член Комісії партійного контролю при ЦК ВКП(б) у 1934—1939 роках.

## Життєпис
Народилася в родині робітника-металіста. До 1901 року навчалася в сільській школі села Шульгіно Алексинського повіту Тульської губернії.
У 1902—1912 роках — швачка швейної фабрики «Мандль і Райц» та швейної фабрики Михайлова в Москві. З 1909 року — член профспілки швейників, у революційному русі з 1910 року.
Член РСДРП(б) з 1912 року.
З квітня 1912 по червень 1913 року — на засланні у Вологодській губернії.
У липні 1913 — травні 1914 року — швачка швейної фабрики Якушева в Ташкенті. У травні 1914 — березні 1916 року — швачка швейної майстерні в Москві.
З квітня по листопад 1916 року — на засланні в селі Іргиз Тургайської області, з листопада 1916 по березень 1917 року — на засланні в селі Качуг Верхоленського повіту Іркутської губернії. У березні 1917 року звільнена із заслання та амністована.
У квітні — червні 1917 року — секретар районного комітету РСДРП(б) міста Москви.
У липні 1917 — лютому 1922 року — секретар, голова Московського губернського відділення Спілки швейників.
У березні 1922 — вересні 1923 року — помічник директора Московської швейної фабрики № 36 імені Комінтерну Московського державного тресту швейної промисловості «Москвошвей».
У червні 1924 — грудні 1927 року — член партійної колегії Центральної контрольної комісії РКП(б). 1 січня 1926 — 2 грудня 1927 року — кандидат у члени президії Центральної контрольної комісії ВКП(б).
У 1929 році закінчила курси марксизму-ленінізму в Москві.
13 липня 1930 — 26 січня 1934 року — кандидат у члени президії Центральної контрольної комісії ВКП(б). У липні 1930 — 26 січня 1934 року — член партійної колегії Центральної контрольної комісії ВКП(б).
У вересні — грудні 1931 року — голова Центральночорноземної обласної контрольної комісії — робітничо-селянської інспекції в місті Воронежі.
У 1931 — 26 січня 1934 року — керівник групи контрольних планів Центральної контрольної комісії — робітничо-селянської інспекції в Москві.
У лютому 1934 — грудні 1939 року — заступник керівника групи легкої промисловості та промислової кооперації Комісії партійного контролю при ЦК ВКП(б) у Москві.
Автор брошур, виданих в Сімферополі: «Більшовицька преса допоможе партії очистити і зміцнити свої ряди» (1934); «Про завдання чистки Кримської парторганізації» (1934); «До підсумків чистки Кримської обласної організації ВКП(б)» (1935).
У січні — грудні 1940 року — заступник директора Московського автомеханічного інституту імені Ломоносова.
З грудня 1940 по червень 1941 року не працювала, хворіла. З липня 1941 по червень 1942 року перебувала в евакуації, на пенсії в місті Чистополі Татарської АРСР.
У червні — грудні 1942 року — начальник відділу кадрів Московського верстатоінструментального заводу імені Сталіна.
З грудня 1942 року — персональний пенсіонер союзного значення в Москві.
Її спогади надруковані в збірнику «На шляхах до Жовтня» журналу «Питання історії», 1977, № 11. Спогади «На підйомі» увійшли в книгу «В єдиному строю», Москва, 1960.
Померла 2 грудня 1969 року в місті Москві, похована на Новодівочому цвинтарі Москви.

## Нагороди
- орден Леніна (22.03.1933)